# Between Friends (film, 1973)
Pour les articles homonymes, voir Between Friends.
Pour plus de détails, voir Fiche technique et Distribution.
Between Friends est un film canadien réalisé par Donald Shebib, sorti en 1973.

## Synopsis
Un escroc, sa fille et deux amis montent une opération pour voler une mine de nickel.

## Fiche technique
- Titre : Between Friends
- Réalisation : Donald Shebib
- Scénario : Claude Harz
- Musique : Matthew McCauley
- Photographie : Richard Leiterman
- Montage : Tony Lower et Donald Shebib
- Production : Chalmers Adams (producteur délégué)
- Société de production : Clearwater Films et Famous Players
- Pays :  Canada
- Genre : Drame
- Durée : 91 minutes
- Dates de sortie : 
  -  Canada : 1er octobre 1973

## Distribution
- Michael Parks : Toby
- Bonnie Bedelia : Ellie
- Chuck Shamata : Chino
- Henry Beckman : Will
- Hugh Webster : Coker

## Distinctions
Le film a été présenté en sélection officielle en compétition lors de la Berlinale 1973.